# Cyrus W. Davis
Cyrus W. Davis (* 25. September 1856 in Buxton, Maine; † 1. November 1917 in Portland, Maine) war ein US-amerikanischer Anwalt und Politiker, der von 1911 bis 1912 Secretary of State von Maine war.

## Leben
Cyrus W. Davis wurde in Buxton, Maine als Sohn von Cyrus Davis und Hariett Pratt geboren. Er machte seinen Abschluss an der Gorham Academy im Jahr 1870 und arbeitete anschließend als Angestellter in einem Kurzwarenladen in Biddeford.
Er startete im Jahr 1875 eine Partnerschaft mit Samuel Smith, Jr. in Waterville und eröffnete 1890 die Firma Davis and Soule mit Büros in Waterville und Boston. Außerdem war er an der Gründung einer Goldmine in Colorado beteiligt. Von 1901 bis 1904 gehörte er dem Repräsentantenhaus von Maine an und von 1903 bis 1904 war er Bürgermeister von Waterville.
Als Mitglied der Demokratischen Partei kandidierte er im Jahr 1904 erfolglos für das Amt des Gouverneurs von Maine. Er unterlag William T. Cobb.
Davis war im Jahr 1911 Collector of Port für Portland und Landvermesser des Districts von 1914 bis zu seinem Tod im Jahr 1917. Er war der Herausgeber und Autor des Waterville Daily Sentinel einer Tageszeitung der Demokraten.
Von 1911 bis 1912 war Cyrus W. Davis Secretary of State von Maine.
Cyrus W. Davis war mit Flora E. Philbrook (1856–1940) verheiratet. Das Paar hatte zwei Söhne. Er starb am 1. November 1917 in Portland. Sein Grab befindet sich auf dem Pine Grove Cemetery in Waterville.